# IWC Da Vinci
L'orologio IWC Da Vinci viene proposto per la prima volta nel 1969, con il compito di incassare il movimento al quarzo Beta21, sviluppato da un consorzio di aziende orologiere svizzere. La forma della cassa, a esagono allargato, era necessaria per fornire alloggiamento al suddetto calibro dalle dimensioni generose e di forma. Viene chiamato Da Vinci ispirandosi ai progetti di Leonardo da Vinci del 1499 per la fortificazione circolare del porto di Piombino.
Nel 1985 il Da Vinci viene stravolto e dotato di una cassa rotonda. Disegnato da Hano Burtscher, viene dotato di movimento automatico (basato sul Valjoux 7750) e modulo per la complicazione del calendario perpetuo progettato in house da IWC dall'orologiaio Kurt Klaus. Il nuovo orologio, identificato dalla referenza 3750, si afferma come il primo orologio da polso dotato di cronografo e calendario perpetuo ad ottenere una diffusione di massa, considerando che, prima d'ora, le aziende che producevano calendari perpetui ne centellinavano la produzione per via dei costi di produzione e per il prezzo al consumatore finale. Il modulo del calendario perpetuo realizzato da Klaus consentiva la correzione delle indicazioni del calendario tramite la corona di carica, ma la correzione poteva essere effettuata solo in avanti. Il materiale adottato poteva essere scelto tra oro giallo, acciaio o oro bianco.
L'anno successivo la ref. 3750 viene proposta anche con cassa in ceramica, realizzata in ossido di zirconio. La ref. 3750 esiste anche con la variante tourbillon ed è stato creato anche un modello speciale in 20 esemplari chiamato "Quattro Stagioni", inciso con figure femminili rappresentanti le varie stagioni.
Nel 2007 il Da Vinci torna ad assumere un'estetica simile a quella degli esordi (stavolta la cassa assume una forma ottangonale allungata), e integra il primo movimento cronografico automatico di manifattura IWC: si tratta del calibro IWC 89360.
Nel 2017 la nuova collezione Da Vinci viene nuovamente dotata di cassa rotonda.